# Kościół św. Judy Tadeusza w Lizakach
Kościół św. Judy Tadeusza – kościół znajdujący się we wsi Lizaki, na Kaszubach. Wybudowany w 1755 r., w Tyłowie. Przeniesiony do Lizaków w 1994 r.

## Historia
12 maja 1755 r. położono kamień węgielny pod budowę nowego kościoła w Tyłowie ufundowanego przez Józefa Antoniego Przebendowskiego, chorążego pomorskiego, generała wojsk pruskich, który od 1774 r. był właścicielem dóbr wejherowsko-rzucewskich.
W 1865 r. na terenie placu kościelnego postawiono dzwonnicę. W latach 90. XX w. przystąpiono do budowy nowej świątyni częściowo w miejscu dotychczasowego kościoła. W 1994 r. rozebrano nawę, by przygotować miejsce dla nowego kościoła, a po kilku latach, pozostałości zabytkowej świątyni przekazano w ręce prywatne. Nowi właściciele postanowili odbudować świątynię w innym miejscu. Nową lokalizacją była miejscowość Lizaki w powiecie kościerskim.
Obok kościoła stoi przeniesiony w nowe miejsce, zabytkowy krzyż, na którym znajduje się informacja: „Ten krzyż stał przeszło 150 lat nad starym traktem prowadzącym z Kościerzyny na Wdzydzkie Jeziora, tam gdzie schodzą się drogi z Grzybowa, Lizaków i Sycowej Huty. Na znak ciągłości tradycji naszych pradziadów, którzy stawiali krzyże na kaszubskiej ziemi przeniesiony w 2009 roku na teren kościoła w Lizakach”.
27 marca 2022 roku odbyło się poświęcenie kapliczki, która została postawiona obok kościoła. W kapliczce została umieszczona figura Matki Bożej pod wezwaniem Królowej Południowych Kaszub i Matki Szczęśliwych Powrotów.

## Konstrukcja
Tyłowski kościół był konstrukcji szkieletowej, z drewna sosnowego i dębowego, z murem wypełniającym z cegły. Taki sam styl został zachowany w odbudowanej świątyni w Lizakach.

## Wyposażenie kościoła
Wyposażenie kościoła to przede wszystkim oryginalne elementy z XVIII i XIX w. przejęte wraz ze świątynią, m.in. ambona i zabytkowy strop, pokryty jest dekoracją malarską.

## Galeria

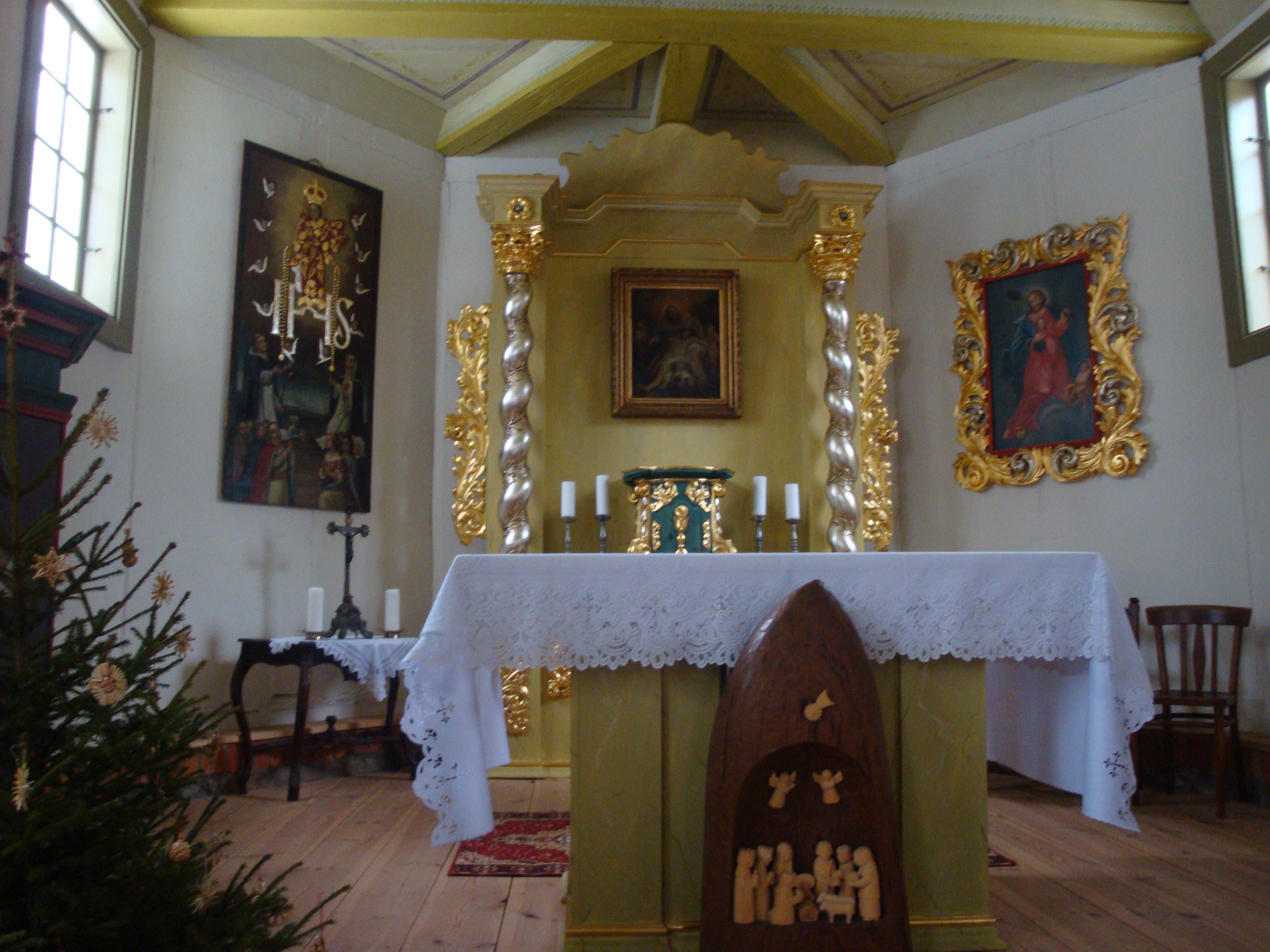
Ołtarz główny
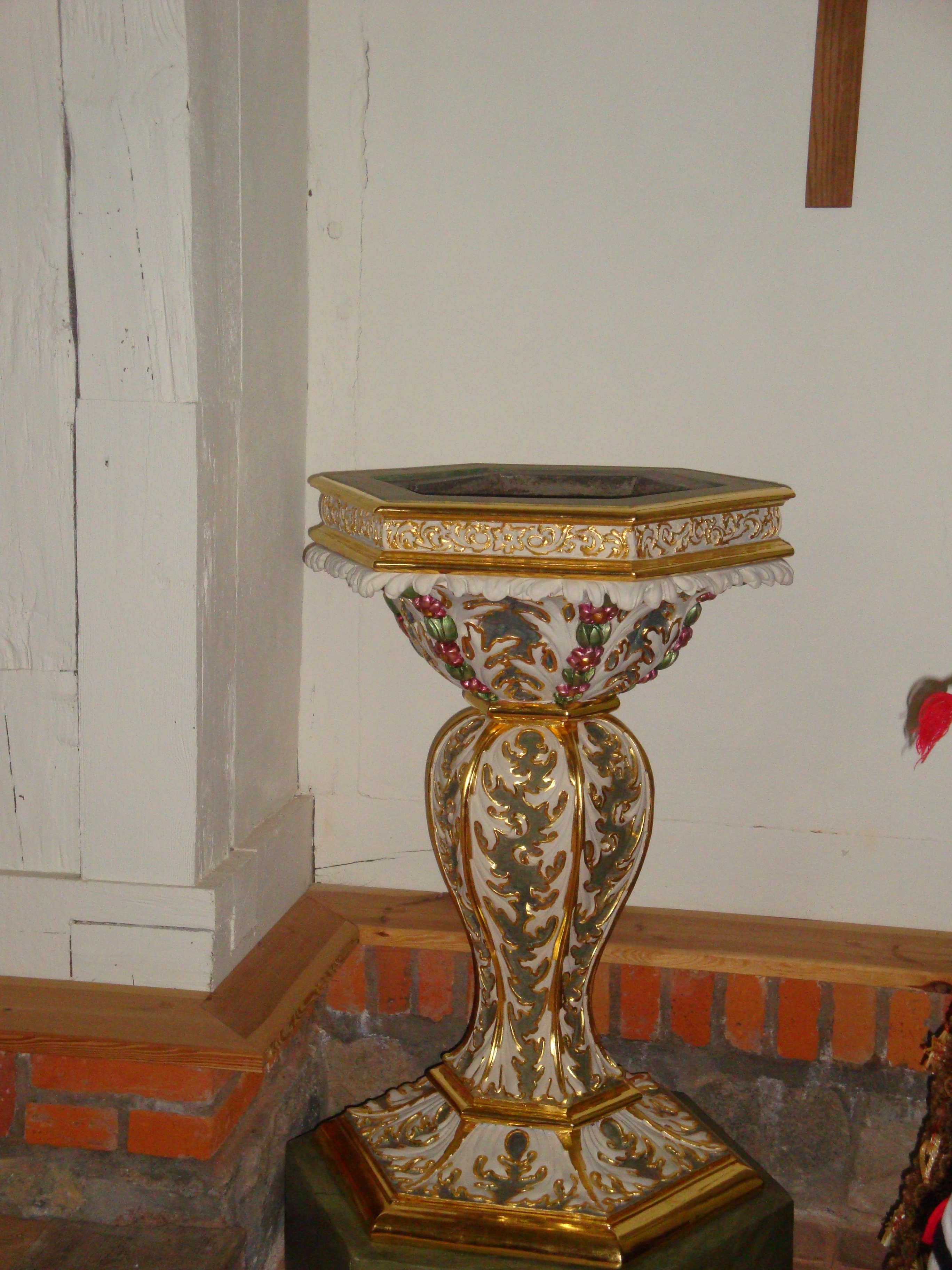
Chrzcielnica
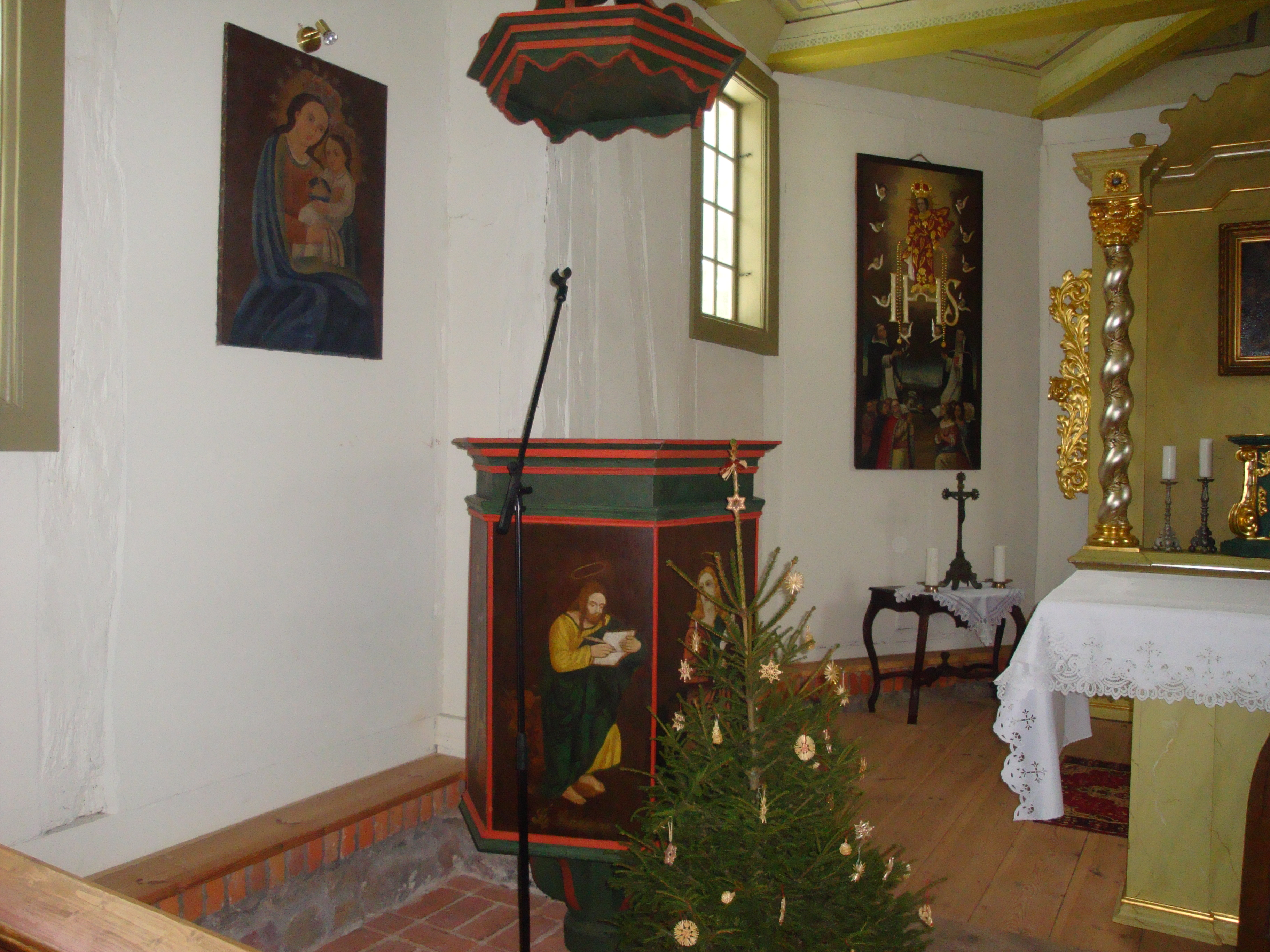
Ambona
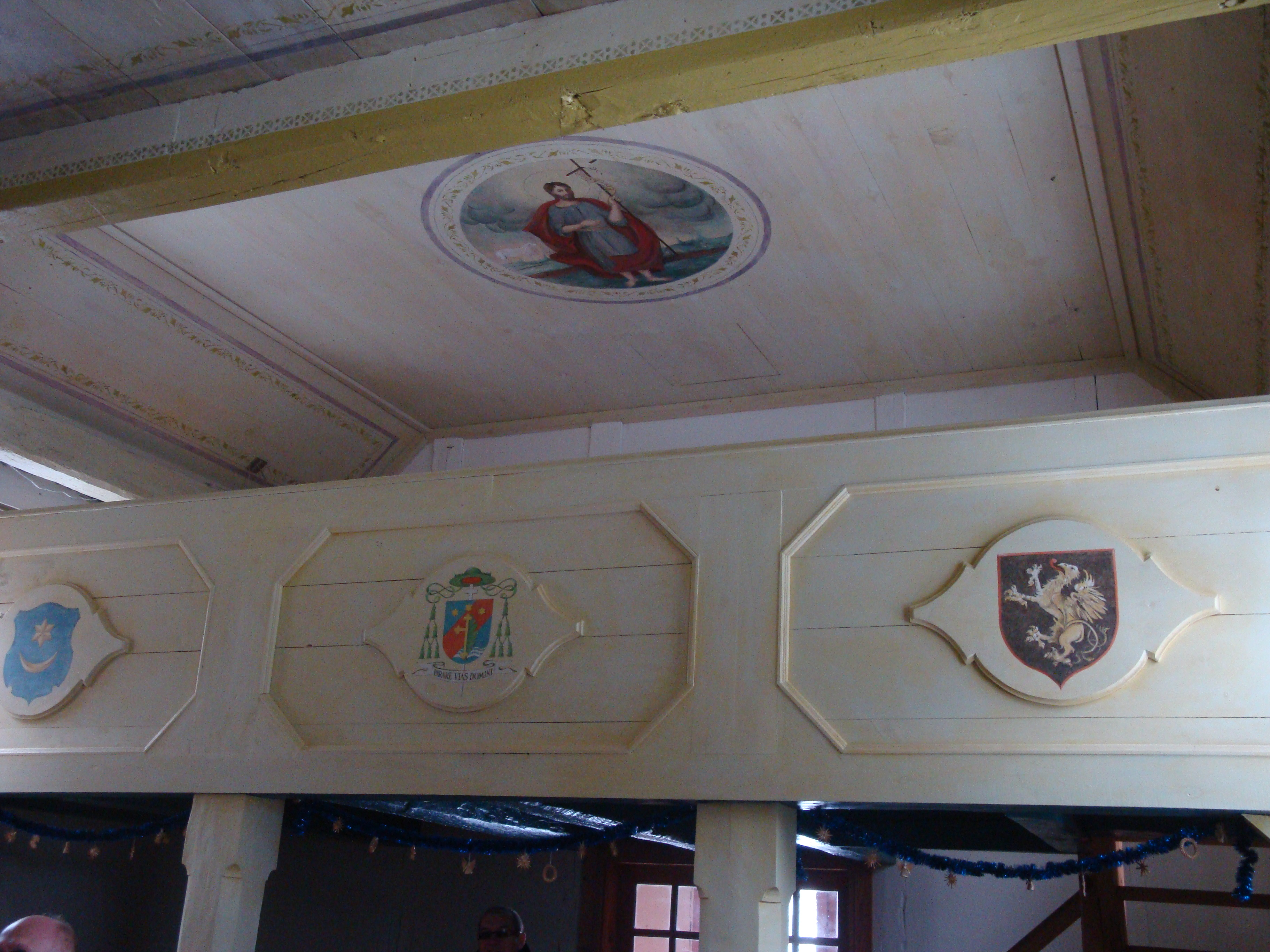
Chór
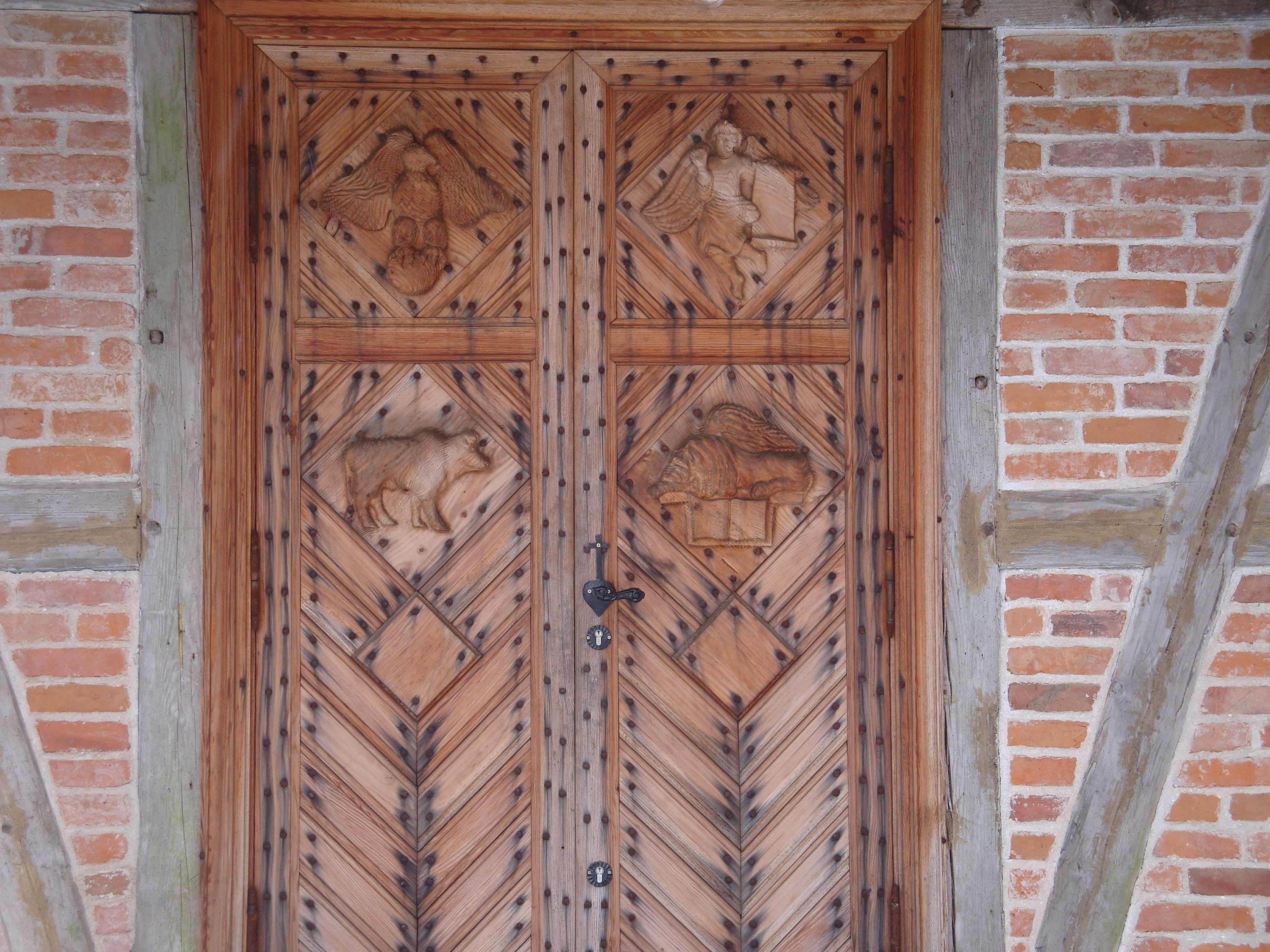
Drzwi wejściowe
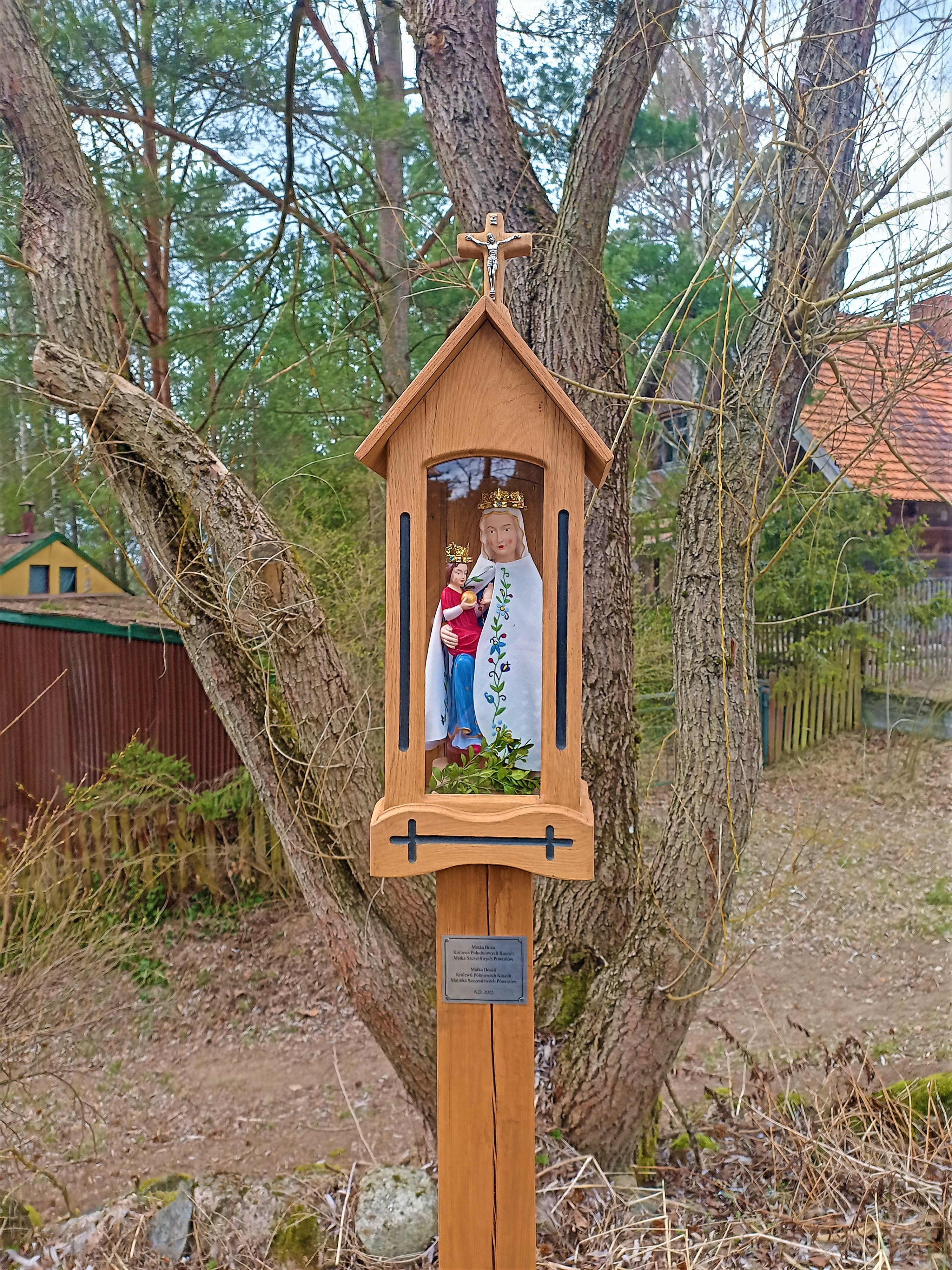
Kapliczka Matki Bożej Królowej Kaszub